# Stefan Heyer

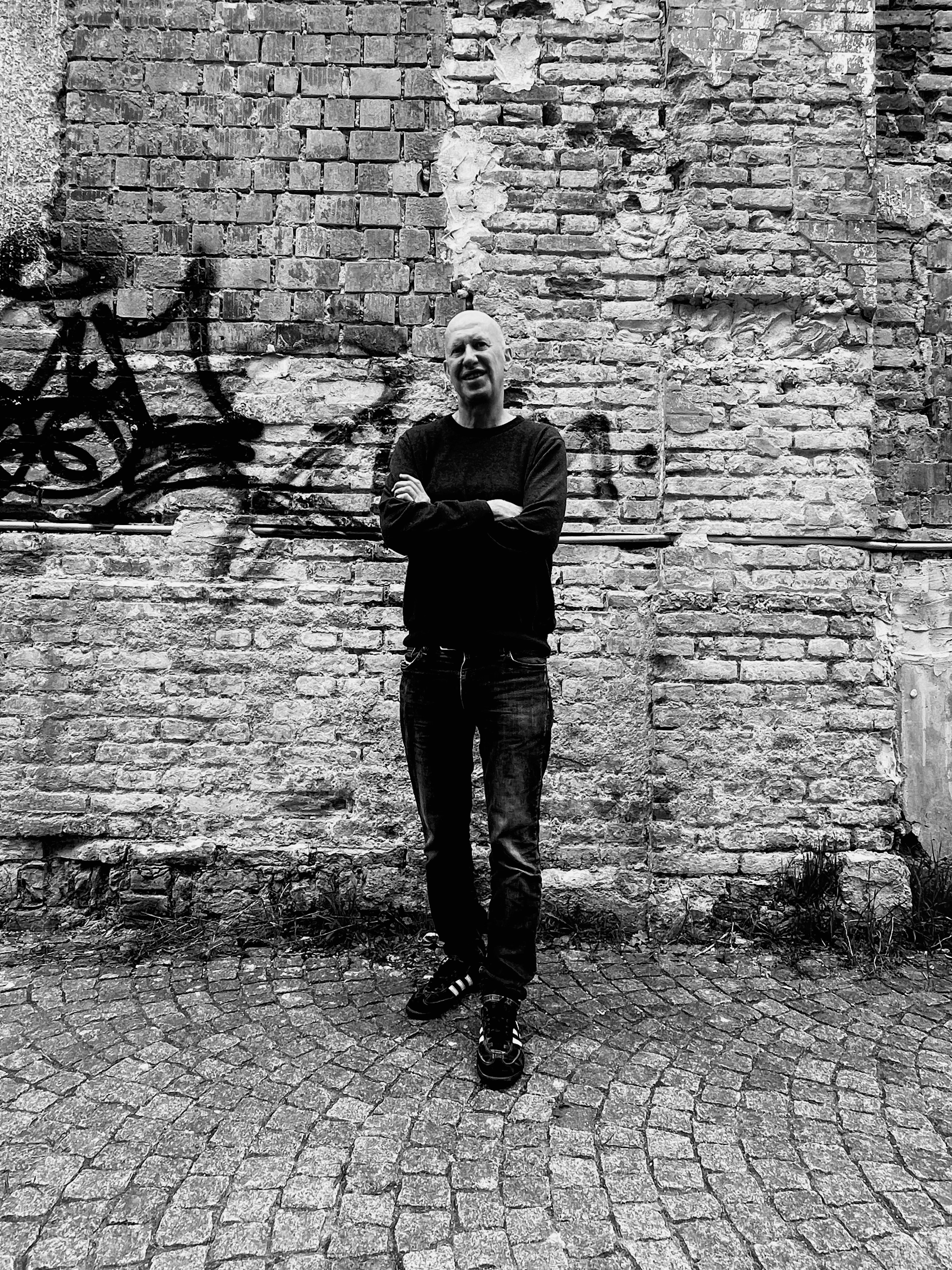
Stefan Heyer, 2024

Stefan Heyer (* 21. Mai 1965 in Mönchengladbach) ist ein deutscher Autor und Lyriker.

## Leben
Stefan Heyer wuchs am linken Niederrhein auf. Nach dem Abitur am Stiftisch Humanistischen Gymnasium Mönchengladbach und dem Zivildienst studierte er Germanistik und Philosophie an der Ludwig-Maximilians-Universität München. 1994 erwarb er dort den akademischen Grad des Magister Artium. An der Universität Essen wurde er 2000 bei Manfred Schneider mit einer Arbeit über das Kunstkonzept von Gilles Deleuze und Félix Guattari promoviert. Zweitbetreuer war Joseph Vogl. Die Dissertation Deleuzes & Guattaris Kunstkonzept. Ein Wegweiser durch Tausend Plateaus erschien 2001 im Passagen Verlag, Wien.
Zusammen mit der Buchhandlung Amalienstraße 71 veranstaltete und kuratierte er in München verschiedene Vortragsreihen, u. a. zu den Themen Postmoderne, Gedächtnis, Körper, Liebe. Sein Essay über John Cage, Zwischen Eins und Null, wurde 2003 in dem Sammelband Soundcultures: über elektronische und digitale Musik bei Suhrkamp veröffentlicht.
Heyer verfasst Kurzprosa und Lyrik. Zahlreiche Texte sind in Literaturzeitschriften und auf Literaturportalen erschienen, z. B. in mosaik, Poesiealbum neu, Fixpoetry, Podium, Signaturen-Magazin, neolith, Die Rampe, Ausreißer – Grazer Wandzeitung, Syltse, entwürfe, Prolog – Zeichnungen und Texte u. a. Das Gedicht Lob der Faulheit wurde 2017 von Joachim Hofmann verfilmt.
2019 erschien sein Lyrikdebüt Resonanzen/Korrespondenzen beim Wiener Passagen Verlag. Beim Epubli Verlag wurde 2021 die Gedichtsammlung Schwarzer Kaffee auf der müden Zunge veröffentlicht. 2023 kam beim Passagen Verlag der Band mit Sonetten Form und Struktur, vier Zyklen, die je mit 15 Sonetten bestückt sind, heraus. Der vierte Lyrikband von Heyer über die Begriffe von Gilles Deleuze und Felix Guattari, Das Alphabet von Deleuze und Guattari, erschien 2025 im Passagen Verlag. 
Stefan Heyer lebt mit seiner Familie in Augsburg.

## Werke
- Deleuzes & Guattaris Kunstkonzept. Ein Wegweiser durch Tausend Plateaus. Passagen Verlag, Wien 2001, ISBN 978-3-85165-494-3.
- Resonanzen/Korrespondenzen. Gedichte. Passagen Verlag, Wien 2019, ISBN 978-3-7092-0361-3.
- Schwarzer Kaffee auf der müden Zunge. Gedichte. epubli Verlag, Berlin 2021, ISBN 978-3-7531-6554-7.
- Form und Struktur. Gedichte. Passagen Verlag, Wien 2023, ISBN 978-3-7092-0545-7.
- Das Alphabet von Deleuze & Guattari. Passagen Verlag, Wien 2025, ISBN 978-3-7092-0619-5.